# Льондек (Слупецький повіт)
Льондек (пол. Lądek) — село в Польщі, у гміні Льондек Слупецького повіту Великопольського воєводства.
Населення — 845 осіб (2011).

## Демографія
Демографічна структура станом на 31 березня 2011 року:
|          | Загалом | Допрацездатний вік | Працездатний вік | Постпрацездатний вік |
| -------- | ------- | ------------------ | ---------------- | -------------------- |
| Чоловіки | 427     | 91                 | 293              | 43                   |
| Жінки    | 418     | 69                 | 257              | 92                   |
| Разом    | 845     | 160                | 550              | 135                  |